# اندیس آنومالی امین آباد ۲
آنومالی امین آباد ۲ یک اندیس فلزی است که در حوالی شهر تکاب استان آذربایجان غربی قرار دارد و مادهٔ معدنی موجود در آن، طلا است.  